# 大佩尔塞
大佩尔塞（法語：Percey-le-Grand，法語發音：[pɛʁsɛ lə ɡʁɑ̃]）是法国上索恩省的一个市镇，属于沃苏勒区。

## 地理
大佩尔塞（47°36'33"N, 5°23'26"E）面积13.88 平方千米，位于法国勃艮第-弗朗什-孔泰大區上索恩省，该省份为法国东部内陆省份，北起顺时针与孚日省、贝尔福地区省、杜省、汝拉省、科多尔省和上马恩省接壤。
与大佩尔塞接壤的市镇（或旧市镇、城区）包括：尚普利特、奥兰、绍姆和库尔尚、万雅讷河畔圣莫里斯、屈塞。

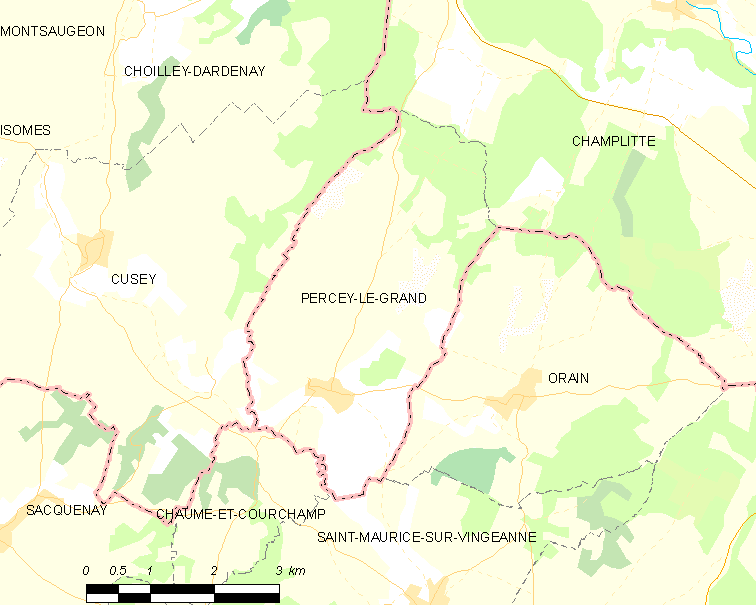
大佩尔塞的OSM定位图

大佩尔塞的时区为UTC+01:00、UTC+02:00（夏令时）。

## 行政
大佩尔塞的邮政编码为70600，INSEE市镇编码为70406。

## 政治
大佩尔塞所属的省级选区为萨隆河畔当皮埃尔县。

## 人口

1962-2008年间大佩尔塞人口变化图示

大佩尔塞于2022年1月1日时的人口数量为78人。